# District de Condoroma
Le district de Condoroma est l’un des huit districts de la province d'Espinar située dans le département de Cusco au Pérou.
C'est un district montagneux situé dans les contreforts de la cordillère de Vilcanota.